# Viktor Križanac
Viktor Križanac (Rijeka, 1912. – 1997.), hrvatski morski biolog i športski ribič, športski dužnosnik

## Životopis
Rođen u Rijeci, a studij je završio na Poljoprivrednom fakultetu u Zagrebu. U Genovi je doktorirao na Fakultetu prirodnih znanosti. Bio je stručnjak za biologiju mora i ribarstvo. U Rovinju je obnašao dužnost direktora Instituta za biologiju mora, prvi na toj dužnosti nakon Drugoga svjetskog rata. U predsjedništvu Međunarodne konfederacije športskih ribiča (CIPS-a) od osnivanja te asocijacije 1952.godine. Predsjedavao Pododborom za lov udicom na moru, čiji je bio doživotni počasni predsjednik. Više godina bio je predsjednik SRD Luben u Rijeci. Predsjednik Saveza za podvodne aktivnosti i športski ribolov na moru od 1968. godine. Bio je izbornik jugoslavenske reprezentacije u udičarenju.